# Агатонисион
Агатони́сион (греч. Αγαθονήσιον ή Αγαθονήσι — колючий остров) — остров в Эгейском море, принадлежит Греции. Входит в группу островов Додеканес (Южные Спорады). Остров Агатонисион расположен к югу от Самоса и в 30 километрах к востоку от Патмоса. Площадь острова составляет 13,417 квадратного километра. Самая высокая точка острова 209 метров над уровнем моря. Административно относится к одноимённой общине (диму) в периферийной единице Калимносе в периферии Южных Эгейских островах. Население 185 жителей по переписи 2011 года, которые проживают в двух деревнях. Главное поселение называется Мегало-Хорьо, что значит «большая деревня». Это отличает его от ещё более крошечного Микро-Хорьо.
Фукидид называл остров Трагия (др.-греч. Τραγία). Здесь в ходе Самосской войны афиняне под командой Перикла в 439 году до н. э. одержали морскую победу над самосцами.

## Население
| Год  | Население, человек |
| ---- | ------------------ |
| 1991 | 117                |
| 2001 | 152                |
| 2011 | ↗ 185              |